# La grande minaccia
La grande minaccia (Walk a Crooked Mile) è un film del 1948 diretto da Gordon Douglas.

## Trama
Una falla nel sistema di sicurezza di un impianto nucleare in California mette sul chi vive sia gli americani che gli inglesi, timorosi che una qualche notizia pervenga a forze nemiche. Così un agente britannico e uno statunitense uniscono le loro forze per limitare i danni il più possibile.